# Гюрпынар, Хюсейн Рахми
Хюсейн Рахми Гюрпынар (тур. Hüseyin Rahmi Gürpınar, 17 августа 1864 — 8 марта 1944) — турецкий писатель

.

## Биография
Родился 17 августа 1864 года в Стамбуле. Его отец Мехмед Саид-паша был военным.
После ранней смерти матери воспитывался бабушкой и тётей. Учился в учебных заведениях Якупага и Махмудии. Затем стал готовиться к карьере чиновника, окончил Махредж-и аклам и поступил в Мюлькие, но был вынужден прервать учёбу по состоянию здоровья. После этого работал чиновником в различных министерствах, в том числе Юстиции и Общественных работ.
Одновременно с этим писал статьи для различных изданий, среди них были «Tercüman-ı Hakikat», «Ikdam» и «Sabah». Известный в Османской империи писатель Ахмет Мидхат, работавший главным редактором «Tercüman-ı Hakikat», заметил писательский талант Гюрпынара и посоветовал ему писать романы. Именно на страницах «Tercüman-ı Hakikat» был частями издан первый роман Гюрпынара — «Зеркало» (тур. Ayna). Этот роман является своеобразным продолжением написанного Ахметом Мидхатом романа «Фелатун и Ракым» (тур. Felatun Bey ve Rakım Efendi). В «Зеркале», как и его предшественнике, яро критикуется вестернизация.
После Революции младотурков недолгое время издавал юмористический журнал.
В 1936-43 годах избирался членом Великого национального собрания.
Умер 8 марта 1944 года в собственном доме на острове Хейбелиада. Похоронен на расположенном там же кладбище Аббаса-паши.

## Вклад
Писал романы, рассказы, статьи и мемуары.
Произведения Гюрпынара свойственен морализм, они рисуют картину повседневной жизни обычных людей, в них заметен критический посыл, выражаемый при помощи юмористических средств. В самом известном романе Гюрпынара «Свадьба под кометой» (тур. Kuyrukluyıldız Altında İzdivaç) критикуются религиозные предрассудки, вызванные появлением кометы Галлея.
Полное собрание сочинений включает около 50 томов.